# 아각

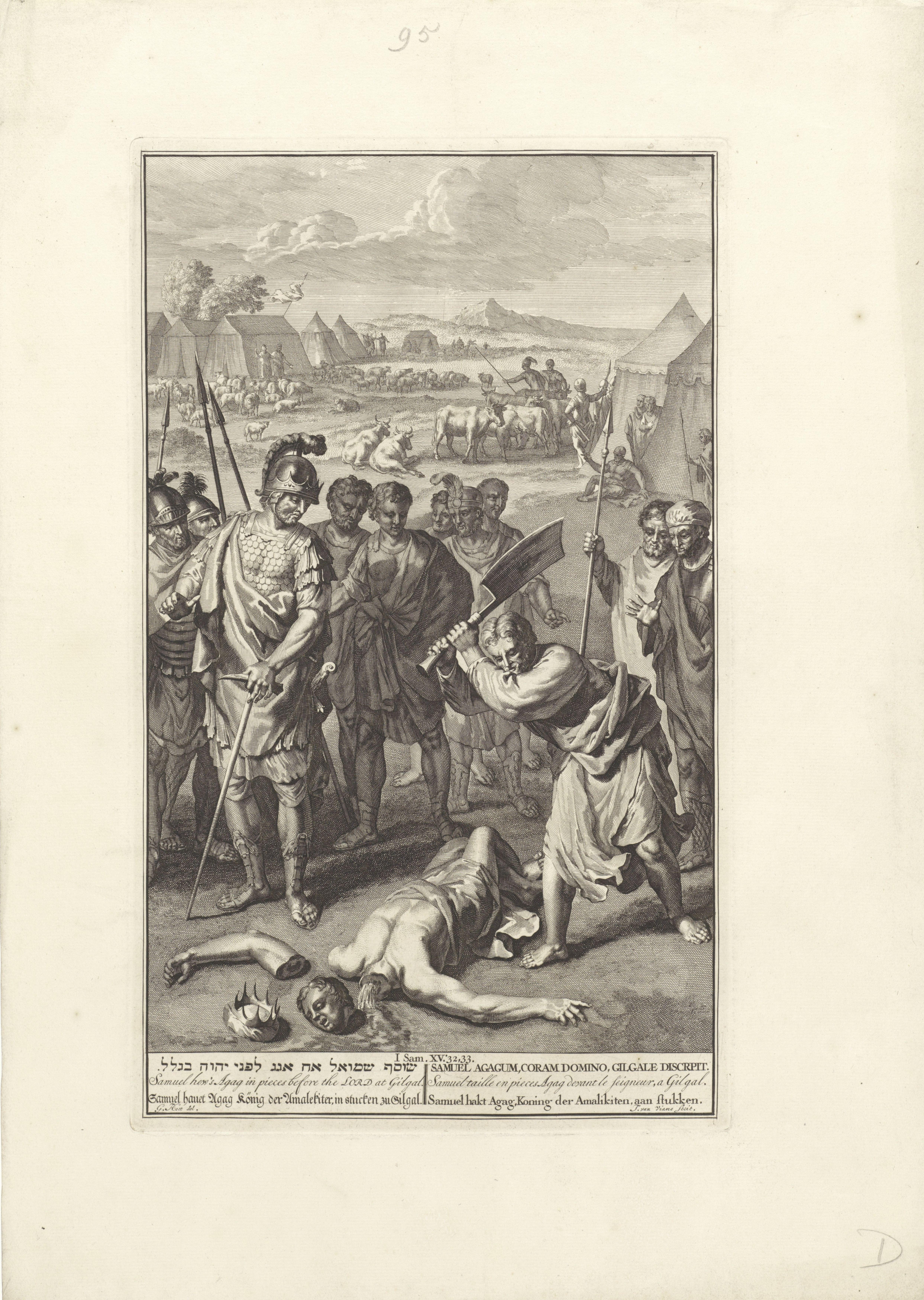

아각(אֲגַג)은 아말렉 족속의 왕의 칭호이다. 성경의 언급되는 아각은 사울 왕의 아말렉 정벌로 사로잡혀 사무엘이 죽였다.

## 아각
아각(אֲגַג)은 애굽의 바로처럼 아말렉의 왕의 칭호이다.
성경에 언급되는 아각은 여호와께서 사무엘을 통해 사울에게 아말렉을 정벌하고 모두 진멸하라고 하셨다. 그러하여 사울은 아말렉에 이르러 골짜기에 복병시키고 사울이 하윌라에서부터 애굽 앞 술에 이르기까지 아말렉 사람을 치고 아각을 사로잡으며, 아말렉을 진멸하였다. 하지만 사울은 길갈에서의 교훈을 어기고 자만심과 명예와 탐욕에 빠져 좋은 가축을 살렸고, 이는 여호와께서 주신 기회를 망치고 말았다. 아각은 자신이 저지른 악행으로 사무엘에 의해 찢어 죽었다.
이후 사무엘은 라마다임소빔으로 내려갔고 다시 사울을 보지않았다.
에스더서에 나오는 아각사람인 하만은 왕족이다. 그리고 그가 유다인을 싫어한 까닭에 조상들의 원한이 있었다는 설이 있다.